# Jozef van Wissem
Jozef van Wissem (Maastricht, 1962) è un compositore e liutista olandese, musicista minimale.

## Carriera
La maggior parte dei lavori di Jozef van Wissem sono basati sull'applicazione dell'immagine a specchio sulle composizioni con il liuto, lavoro idiomatico per le tablature del liuto del 1600 d.C. Grazie a degli studi compiuti a New York insieme a Patrick O'Brien, egli ha scoperto che, a partire dal Medioevo, una delle varianti del cantus firmus, ossia la melodia data, è la riproduzione al contrario della stessa. L'applicazione da parte di van Wissem di questo metodo è risultato nella pubblicazione dell'album Retrograde. A Classical Deconstruction (Persephone 002), nel quale il compositore ha scritto centinaia di tablature classiche del liuto come fossero immagini specchiate, copiandole a partire dall'angolo in basso a destra per finire a quello in alto a sinistra. A queste inversioni, inoltre, egli ha aggiunto nuovi temi, accenti e ritmi. Successivamente ha applicato la tecnica del "cut-up", presa in prestito dallo scrittore William Burroughs, ed ha tagliato, cambiato di posto, mischiato ed amalgamato le diverse parti insieme per creare lavori totalmente nuovi. Un critico ha comparato la sua opera a quella del pittore tedesco Georg Baselitz, che dipinge al contrario.
Jozef van Wissem è rinomato per il suo approccio inusuale al liuto del Rinascimento ed al liuto barocco, probabilmente gli strumenti meno usuali nel mondo della musica contemporanea. Egli copia ed incolla brani classici, inverte melodie, aggiunge pezzi elettronici ed infine registra il tutto. Sebbene egli usi sottili manipolazioni elettroniche del suono, è rimasto in larga parte fedele al timbro ed alla risonanza particolari del liuto, oltre che alla tecnica classica utilizzata per suonare lo strumento. Van Wissem ha iniziato ad essere conosciuto dal pubblico qualche anno fa, grazie al suo approccio concettuale radicale nel suonare il liuto del Rinascimento. Egli ha anche composto dei brani per liuto usando palindromi e strutture a specchio. La sua musica, quindi, non segue la tradizionale progressione lineare né sfocia in un climax, ma piuttosto rimane sullo stesso livello di intensità.
Van Wissem possiede l'etichetta discografica Incunabulum, ha inoltre lavorato con artisti quali Maurizio Bianchi, James Blackshaw, Tetuzi Akiyama e Gary Lucas. Con Blackshaw ha formato il duo Brethren of the Free Spirit, il quale ha pubblicato due lavori con la Important Records. La rivista The Wire ha definito il suo album solista Stations of the Cross un "piccolo capolavoro". Van Wissem ha tenuto delle conferenze alla Wesleyan University, al Mills College ed alla Cambridge University sul tema della "liberazione del liuto". Ha inoltre ricevuto diverse commissioni e sovvenzioni, soprattutto dalla National Gallery di Londra. Egli tiene circa 80 concerti all'anno, girando tutto il mondo, ed il suo album solista più recente è It is all that is made, pubblicato con la Important Records nel 2009. A van Wissem è stata commissionata, dalla National Gallery di Londra, la composizione di una melodia atta ad accompagnare il dipinto di Hans Holbein The Ambassadors.

## Discografia

### Solista
- 2000: Retrograde, A Classical Deconstruction (Persephone 002)
- 2001: Narcissus Drowning (Persephone 003)
- 2003: Simulacrum (BVHaast 0104);
- 2005: Objects in Mirror are closer than they appear (BVHaast 0905)
- 2006: A Rose By Any Other Name, Anonymous Lute Solos Of The Golden Age (Incunabulum 001)
- 2007: Stations of the Cross (Incunabulum 004)
- 2008: A Priori (Incunabulum 009/Audiomer CD/LP)
- 2009: It Is All That Is Made (Important Records)
- 2010: Ex Patris (Important Records)
- 2011: The Joy That Never Ends (Important Records)
- 2012: Arcana Coelestia (The Spring Press)
- 2013: Nihil Obstat (Important Records)
- 2014: It Is Time For You To Return (Crammed Discs)

### Collaborazioni
- 2002: Gary Lucas e Jozef van Wissem - Diplopia (BVHaast 0103)
- 2004: Tetuzi Akiyama e Jozef van Wissem - Proletarian Drift (BVHaast 0404)
- 2004: Gary Lucas e Jozef van Wissem - The Universe of Absence (BVHaast 0105)
- 2007: Tetuzi Akiyama e Jozef van Wissem - Hymn for a Fallen Angel (Incunabulum 003)
- 2008: Come Brethren of the Free Spirit - The Wolf also shall dwell will the Lamb (Important Records)
- 2008: Come Brethren of the Free Spirit - All Things Are from Him, Through Him and in Him, Duetto di liuto barocco a 12 corde con James Blackshaw, CD/LP (audioMER 2008)

### Apparizioni in compilation
- 2004: The Wire Tapper 12, CD compilation della rivista The Wire
- 2004: Reduce stress in just over an hour, CD compilation della stazione raido WFMU
- 2005: Lost in the Afternoon, CD compilation della stazione raido WFMU
- 2008: "The Mirror of Eternal Light" in The Garden of Forking Paths (Important Records)
- 2012: "This Is How We Sing" in New Music for Old Instruments (Incunabulum) con Jon Mueller e Robbie Lee

## Filmografia parziale
- Solo gli amanti sopravvivono (Only Lovers Left Alive), regia di Jim Jarmusch (2013)
- Irma Vep, regia di Olivier Assayas (2022)